# Che resti tra noi
Che resti tra noi (Ça reste entre nous) è un film del 1998 diretto da Martin Lamotte.
Il film è una commedia brillante nella quale un uomo porta avanti una doppia relazione districandosi tra continue bugie e frenetiche corse per soddisfare le esigenze delle due famiglie tenute una all'insaputa dell'altra.

## Trama
Patrick ha una moglie, Hélène, e due bambini, ma da quattro anni porta avanti parallelamente una relazione con Elisabeth, con la quale ha avuto anche una bambina, di nascosto dalla famiglia e dagli amici.
Il 20 luglio, giorno del suo quindicesimo anniversario di matrimonio, deve presenziare al fidanzamento della figliastra del vicino di Elisabeth, ma al tempo stesso scopre che la moglie ha organizzato una grande festa radunando nella bella casa della periferia parigina tutti gli amici più cari.
Per Patrick comincia così un affannoso andirivieni tra le due case distanti circa 5 km che si conclude quando al termine della cena Hélène decide di andare a ballare. Il locale è lo stesso nel quale sono andati anche gli ospiti della festa di fidanzamento. Patrick per evitare imbarazzi respinge il vicino dell'amante dando avvio ad una rissa dalla quale esce malconcio. L'auto ha un guasto e così, l'ignara Carine, chiede un passaggio ad Elisabeth che si offre di riportare a casa Patrick e i suoi ospiti. Qui ritrovano Maurice, fidanzato della sorella di Hélène, Martine, che era stato cacciato dopo essere diventato molesto in quanto ubriaco. Inoltre è tornato Richard, assentatosi per lavoro, che ritrova la moglie Marie tra le mani di Jean-Pierre. Nasce così una nuova rissa al termine della quale Maurice riconosce Elisabeth per averla vista insieme a Patrick che, scoperto, cade svenuto.
Patrick rinviene in ospedale convinto che ormai la moglie sappia tutto e che per lui non ci sia più scampo. Con suo grande sollievo, invece, la moglie dà l'impressione di non sapere niente pur confermandogli che al suo capezzale sono accorsi tutti gli amici ed anche la... gentilissima sconosciuta.
Mentre Patrick sorride rasserenato, Hélène uscendo dall'ospedale, avvicina Elisabeth e si accorda con lei in grande armonia per poter proseguire il ménage come prima, meglio di prima.